# ブルノ工科大学
座標: 北緯49度12分6.4秒 東経16度36分11.74秒 / 北緯49.201778度 東経16.6032611度
ブルノ工科大学（チェコ語: Vysoké učení technické v Brně、英：Brno University of Technology、略称：BUT）は、1899年に設立されたチェコ共和国ブルノにある公立工科大学。チェコ最大の工科大学であり、国内TOP5の名門校である（ブルノでは、マサリク大学に次ぐ）。チェコで初めて、ヨーロッパ高等教育認証であるECTSおよびDSラベルの両証明書を取得している。QS世界大学ランキング2023で611-620位となっている。

## 概要
チェコ共和国の首都プラハに次ぐ第2の都市ブルノに立地する中央ヨーロッパ有数の歴史を有する工科大学かつ主要な研究型大学となっている。ブルノは、東部モラヴィア地方に位置し、プラハから電車で約2時間半、オーストリアのウィーンからは1時間半の距離にある。

## 沿革
1849年に設立したブルノのチェコ・ドイツ技術学校（Czech-German Technical Institute in Brno）を起源とし、1899年に王立フランツ・ヨーゼフ・チェコ工科大学（Imperial Czech Technical University of Franz Joseph）として創立された。1918年にブルノ・チェコ工科大学（Czech Technical University of Brno）へ改名し、1937年にエドヴァルド・ベネシュ工科大学（Technical University of Dr. E. Benes）となった。第二次世界大戦中に一時閉鎖されたが、1945年に再開され、1956年に現在のブルノ工科大学となった。

## 学部
- 土木学部
- 建築学部
- 機械工学部
- 経営学部
- 化学部
- 電気通信学部
- 計算機科学部
- ファインアート学部

学生数は約25,000人であり、伝統ある土木/建築・機械系から化学・電気・情報系まで包括的な理工系分野の教育を提供している。8つの学部と5つの地域研究センター（AdMaS、CVVOZE、MRC、NETME、SIX）、2つの技術研究所（CEITEC、IT4Inovation）を有する。特に、中央ヨーロッパ技術研究所（CEITEC: Central European Institute of Technology）は、中央ヨーロッパの重要な科学研究機関の1つとなっており、コンピュータグラフィックス・ロボティクス・工場の自動化などを中心とする研究を行っている。

## キャンパス

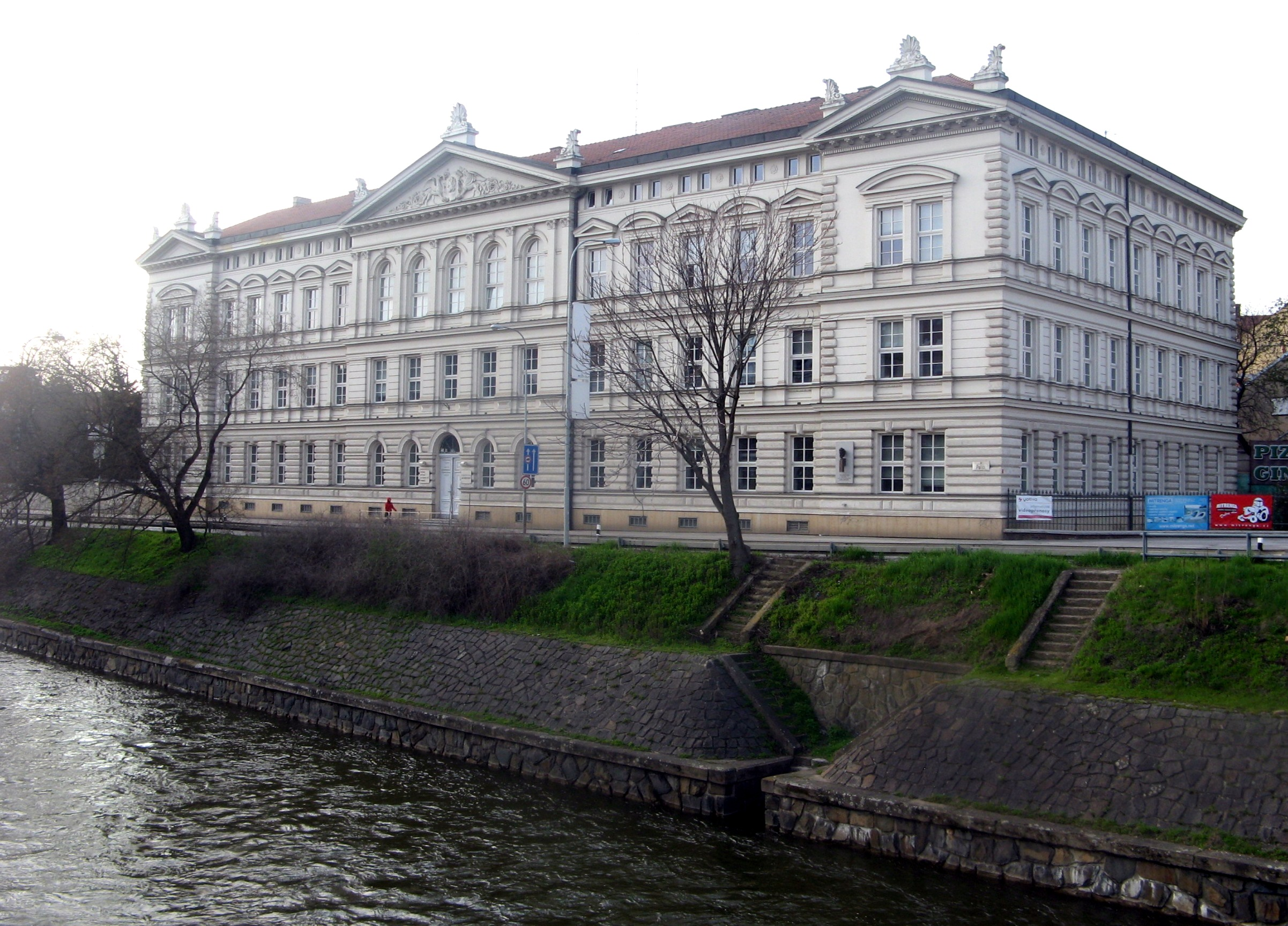
建築学部
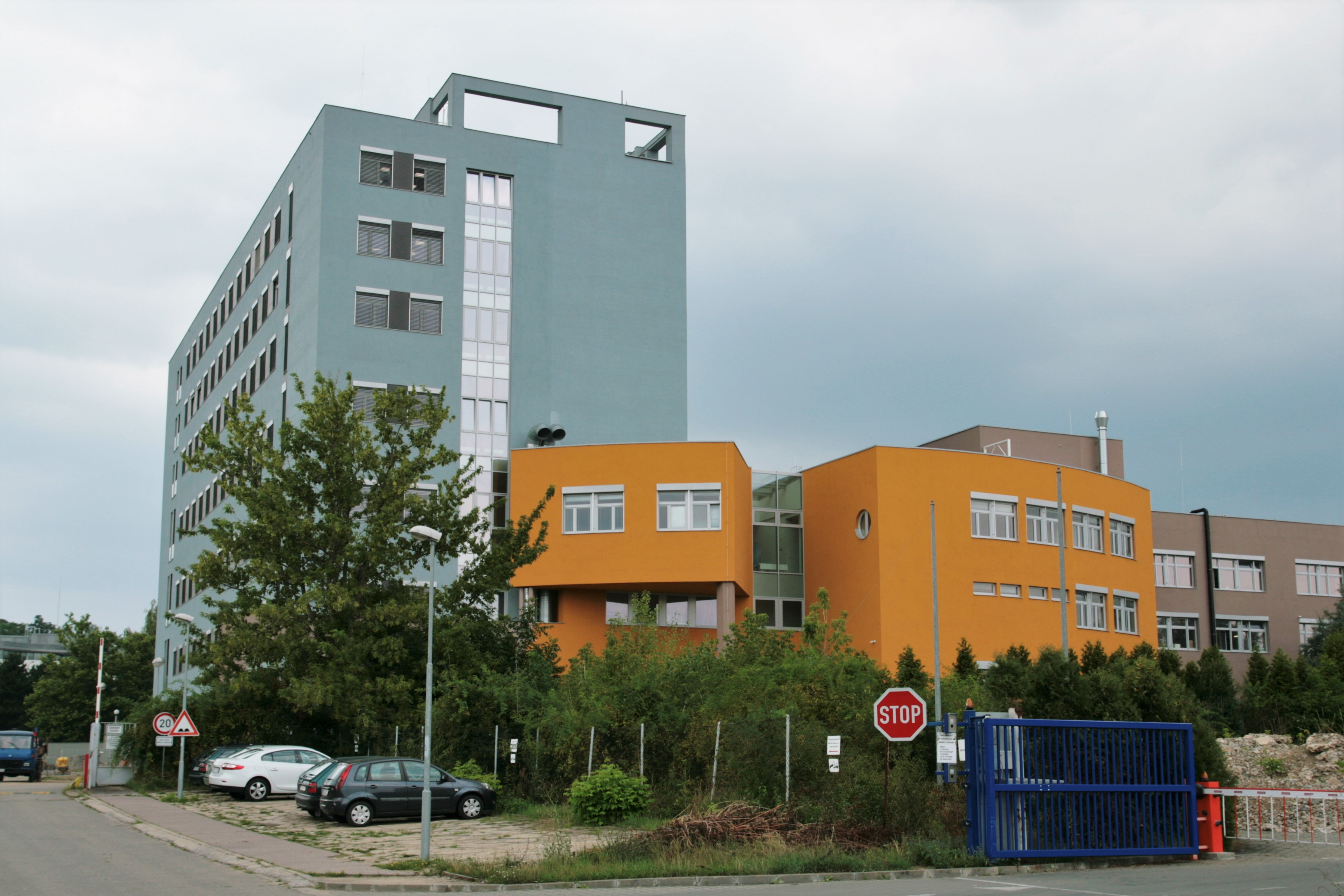
化学部
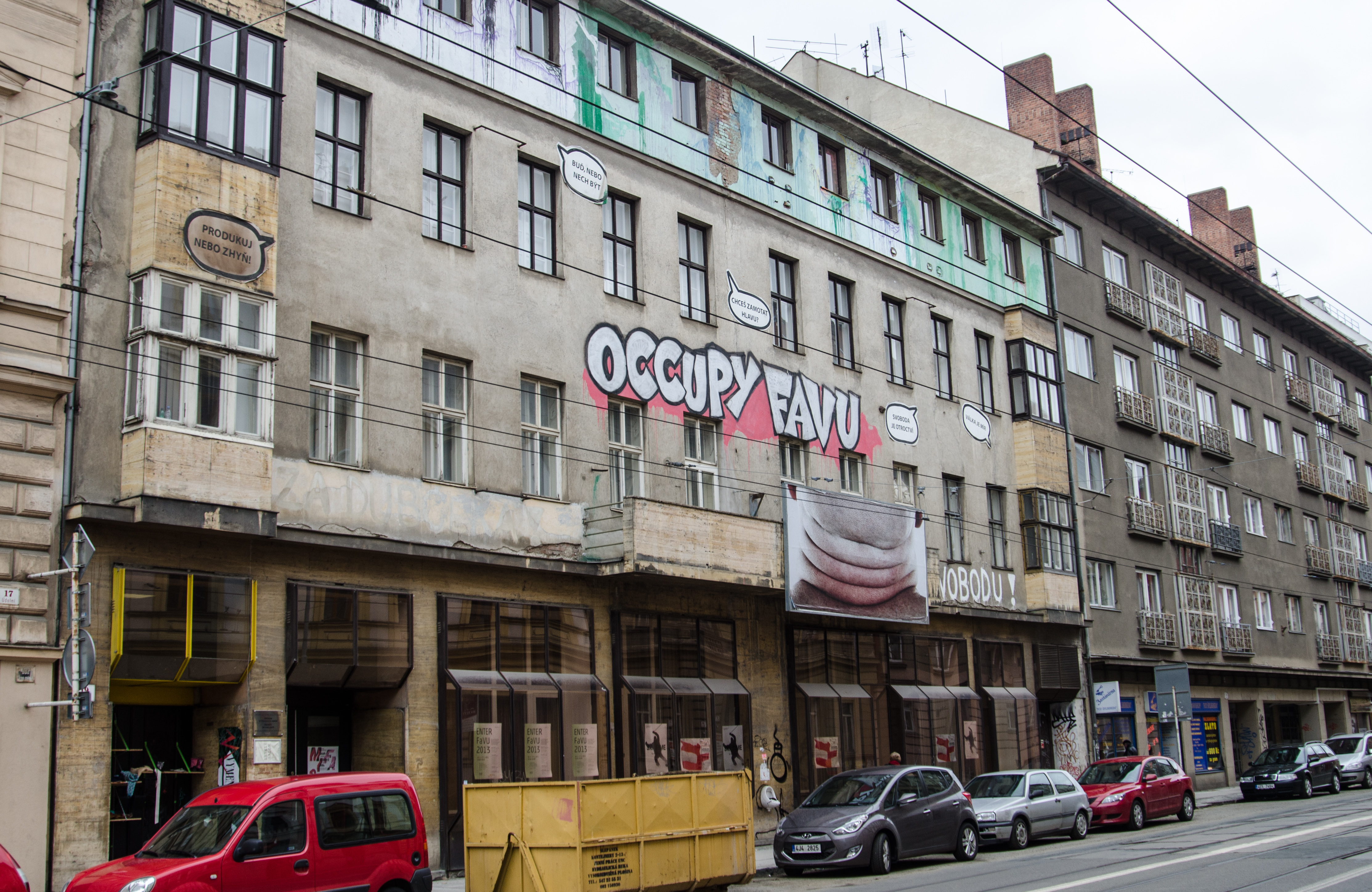
ファインアート学部
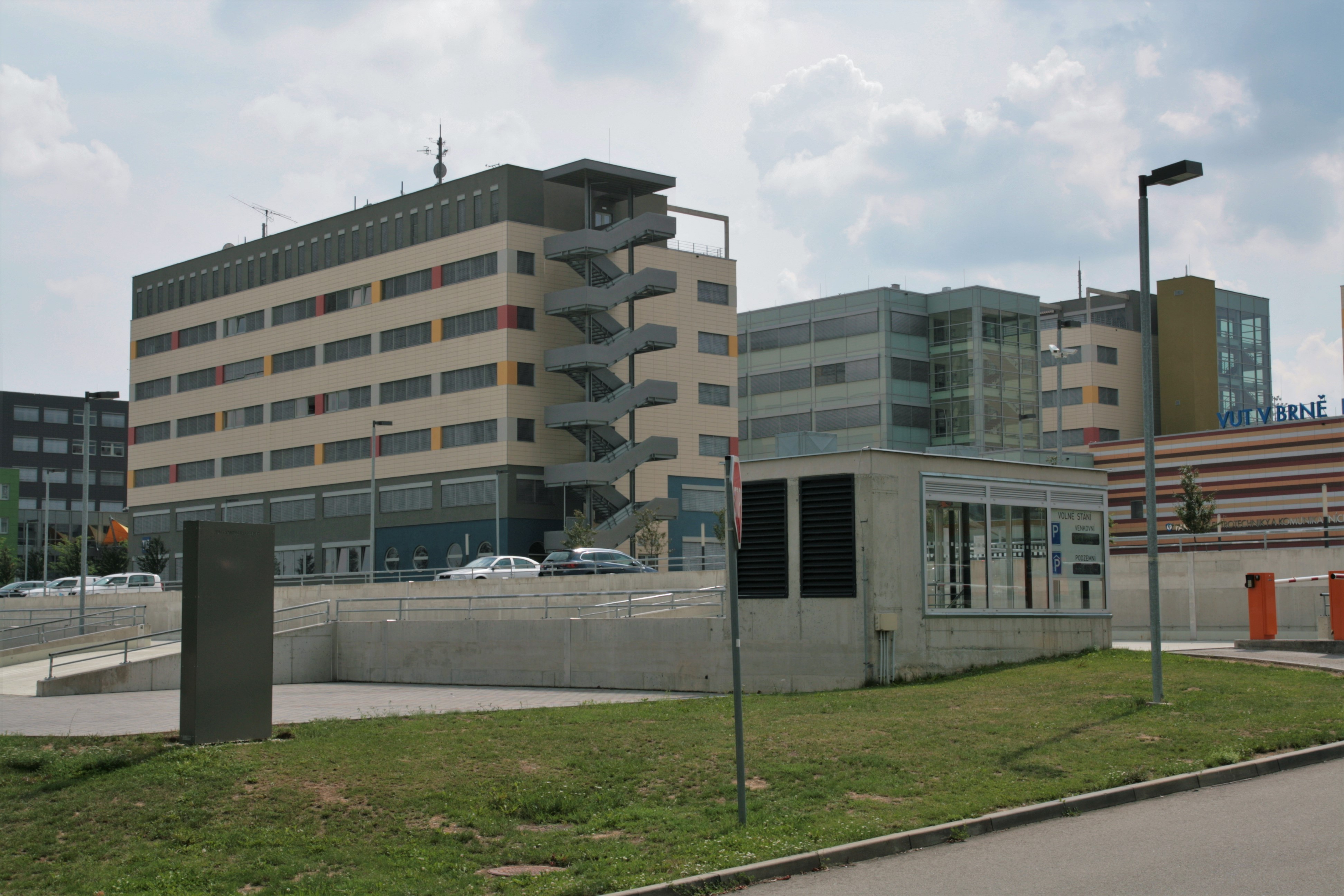
電気通信学部

## 著名な卒業生
- ミレク・トポラーネク（チェコの政治家、同国元首相）
- フィリペ・ニュシ（モザンビークの政治家、同国の第4代大統領）